# Auerinella
Auerinella es un género de foraminífero bentónico de estatus incierto, aunque considerado perteneciente a la subfamilia Hormosininae, de la familia Hormosinidae, de la superfamilia Hormosinoidea, del suborden Hormosinina y del orden Lituolida. Su especie tipo es Auerinella fuegiae. Su rango cronoestratigráfico abarca desde el Plioceno hasta la Actualidad.

## Discusión
Clasificaciones previas incluían Auerinella en el suborden Textulariina del orden Textulariida o en el orden Lituolida sin diferenciar el suborden Hormosinina.

## Clasificación
Auerinella incluye a las siguientes especies:
- Auerinella fuegiae